# Tango per la libertà
Tango per la libertà è una miniserie televisiva in onda su Rai 1 il 12 e il 13 gennaio 2016. Liberamente ispirata al libro Niente asilo politico di Enrico Calamai, narra le vicende di un diplomatico italiano in Argentina che riuscì a salvare più di 300 tra uomini e donne perseguitati dal regime di Jorge Rafael Videla.

## Trama

### Prima puntata
Marco Ferreri è un viceconsole italiano che si trova in Argentina nel 1976, anno in cui Videla prende il potere in Argentina in seguito a un golpe militare. Nei giorni successivi al golpe, sono moltissimi i cittadini italiani che si presentano all'ambasciata denunciando persecuzioni e strani casi di rapimento. Marco vorrebbe aiutarli ma l'ambasciatore comunica che l'Italia non concederà asilo politico, in quanto non si tratta di una guerra, ma solo di un processo di riorganizzazione nazionale. Tra gli uomini e le donne scomparse, c'è anche Giulia Ribeiro, sorella della nota cantante di tango argentina Anna Ribeiro, la quale ha conosciuto Marco in un ricevimento all'ambasciata la notte stessa in cui i militari presero il potere. Con l'aiuto di Diego Madero, il miglior amico di Marco, Anna riesce a incontrare il Monsignor Santini, il quale promette di denunciare i rapimenti alla Santa Sede. Tuttavia, egli resta vittima di un drammatico e non casuale incidente d'auto. Ad aiutare il viceconsole e Anna nella ricerca di Giulia è anche un corrispondente italiano, Claudio Sereni, amico di Marco. All'improvviso Anna riceve una strana telefonata dalla sorella, che la implora di raggiungerla fuori Buenos Aires; durante il viaggio, l'auto su cui viaggiano Anna e Diego viene fermata da un gruppo di uomini incappucciati, che poi rapiscono Anna e la portano nel centro di detenzione e tortura della Marina, l'ESMA.

### Seconda puntata
Il viceconsole Ferreri decide di mettersi in contatto con l'avvocato Solanas, il quale promette di impegnarsi nella ricerca della donna. Qualche giorno dopo viene ritrovato un cadavere carbonizzato e la polizia diffonde la notizia della morte di Anna Ribeiro. Al funerale partecipano il padre di Anna e il viceconsole, che in preda alla disperazione decide di abbandonare le ricerche. Uno dei prigionieri dell'ESMA riesce a fuggire e, messosi in contatto con Solanas e Sereni, racconta a Ferreri delle atrocità commesse dai militari argentini nei confronti dei desaparecidos. Grazie alla collaborazione di un amico di Solanas, Ferreri e Sereni si infiltrano all'ESMA e scoprono che l'Ammiraglio Villagran, lo zio di Diego, fa imbarcare su alcuni aerei della morte i prigionieri incappucciati. In seguito, mentre Ferreri fa di tutto per salvare i cittadini italiani, fornendo passaporti falsi e permettendo loro di tornare in Italia, l'avvocato Solanas scopre che Diego è una spia al servizio della Marina argentina.

## Luoghi delle riprese
Il film è stato girato a: Villa Cimena (edificio storico di Castagneto Po, To), L’Irv- Istituto di Riposo “Poveri vecchi”, il Magazzino di Artiglieria e Difesa Chimica di Torino, il Parco del Valentino, il Caffè Fiorio di Torino.

## Ascolti
La prima delle due puntate in onda in prima serata su Rai1 ha vinto il prime time con 4.768.000 spettatori con il 18,50% di share, la seconda è stata vista da 5.191.000 spettatori pari al 19,69% di share.